# Pycnanthemum nudum
Pycnanthemum nudum är en kransblommig växtart som beskrevs av Thomas Nuttall. Pycnanthemum nudum ingår i släktet Pycnanthemum och familjen kransblommiga växter. Inga underarter finns listade i Catalogue of Life.